# جميلة الثمر الجلدية
جميلة الثمر الجلدية (الاسم العلمي:Callicarpa coriacea) هي نوع من النباتات يتبع جنس جميلة الثمر من الفصيلة الشفوية.